# Baltoro Kangri
El Baltoro Kangri (Urdu: بلتورو کنگری; també conegut com el Golden Throne, Tron daurat) és un pic de la serralada del Karakoram al Gilgit-Baltistan, Pakistan. El Baltoro Kangri és la 82a muntanya més alta del món amb un alçada de 7,312 metres. Es troba al sud del grup dels Gasherbrums i a l'est del pic Chogolisa (7,665 m). L'enorme glacera de Baltoro (una de les glaceres més llargues fora de les regions polars) comença als peus del Baltoro Kangri, on conflueix amb la glacera Abruzzi que baixa dels Gasherbrums.
El 1963, una expedició japonesa va fer el primer ascens del Baltoro Kangri. L'expedició de nou membres del Club d'Esquí Alpí de la Universitat de Tòquio fou liderat per Seihei Kato.

## Referències

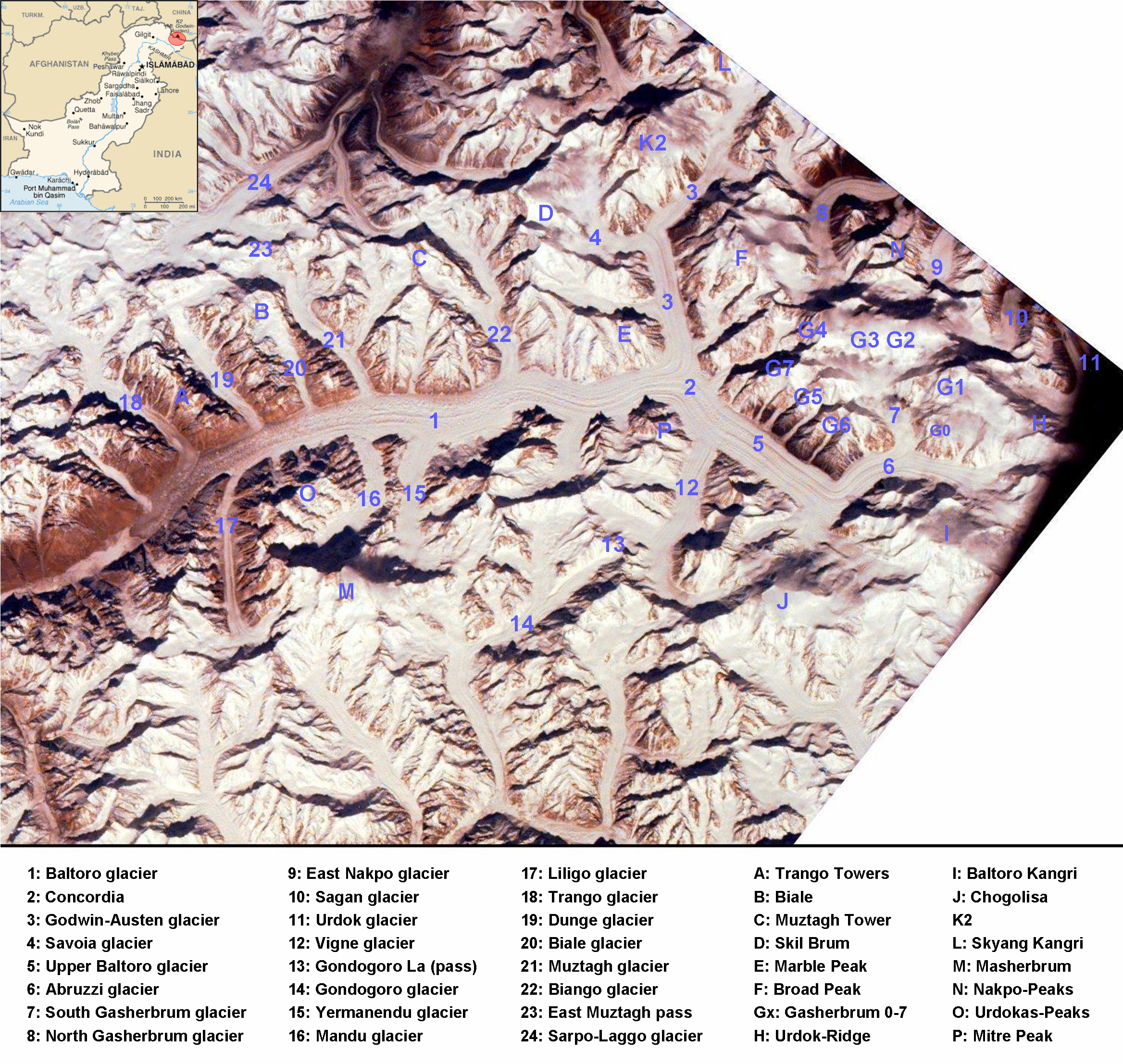
Vista de satèl·lit de la regió del Baltoro (el Baltoro Kangri és marcat amb la lletra I).